# Glyphotmethis holtzi
Glyphotmethis holtzi is een rechtvleugelig insect uit de familie Pamphagidae. De wetenschappelijke naam van deze soort is voor het eerst geldig gepubliceerd in 1901 door Werner.